# 圣伊莱尔德武斯特
圣伊莱尔德武斯特（法語：Saint-Hilaire-de-Voust，法語發音：[sɛ̃.t‿ilɛʁ də vust]）是法国卢瓦尔河地区大区旺代省的一个市镇，属于丰特奈勒孔特区。

## 地理
圣伊莱尔德武斯特（46°35'28"N, 0°39'0"W）面积18.86 平方千米，位于法国卢瓦尔河地区大区旺代省，该省份为法国西部沿海省份，北起大西洋卢瓦尔省和曼恩-卢瓦尔省，西临大西洋，南至滨海夏朗德省，东部及东南部与德塞夫勒省接壤。
与圣伊莱尔德武斯特接壤的市镇（或旧市镇、城区）包括：勒比索、洛日富日勒斯、马里耶、皮德塞尔、圣莫里斯德努、泰尔瓦勒。

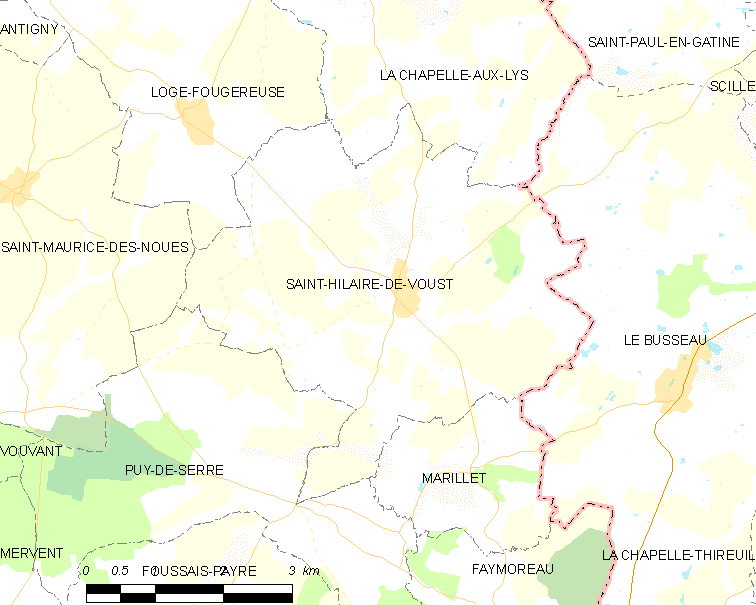
圣伊莱尔德武斯特的OSM定位图

圣伊莱尔德武斯特的时区为UTC+01:00、UTC+02:00（夏令时）。

## 行政
圣伊莱尔德武斯特的邮政编码为85120，INSEE市镇编码为85229。

## 政治
圣伊莱尔德武斯特所属的省级选区为拉沙泰涅赖县。

## 人口

1962-2008年间圣伊莱尔德武斯特人口变化图示

圣伊莱尔德武斯特于2022年1月1日时的人口数量为628人。